# Zafar Kholmurodov
Zafar Kholmurodov (ros. Зафар Холмуродов, ur. 15 października 1976) – były uzbecki piłkarz występujący podczas kariery na pozycji napastnika. Były reprezentant Uzbekistanu – w barwach narodowych wystąpił 9-krotnie.

## Kariera klubowa
Kholmurodov większość swojej kariery spędził w Nasafie Karszy. Występował tam w latach 1997–2006, 2007–2008 i w 2010 roku. Łącznie w barwach tego klubu rozegrał 294 spotkania, strzelając aż 182 bramki. Na rok 2007, jest on najlepszym strzelcem w historii Nasafa Karszy, jak i uzbeckiej ligi.

## Kariera reprezentacyjna
Kholmurodov debiut w reprezentacji zaliczył w 2000 roku. Znalazł się w kadrze Uzbekistanu na Puchar Azji 2004, na którym rozegrał jedno spotkanie. Jego licznik w kadrze zatrzymał się na 9 występach.
| Reprezentacja | Rok     | Mecze | Bramki |
| ------------- | ------- | ----- | ------ |
| Uzbekistan    | 2000    | 3     | 0      |
| Uzbekistan    | 2004    | 2     | 0      |
| Uzbekistan    | 2005    | 2     | 0      |
| Uzbekistan    | 2006    | 1     | 0      |
| Uzbekistan    | 2007    | 1     | 0      |
| Ogólnie       | Ogólnie | 9     | 0      |